# Fernando Vázquez de Menchaca
Fernando Vázquez de Menchaca (Valladolid, 1512- Sevilla, 1569) fue un jurista y humanista español, miembro de la Escuela de Salamanca.

## Pensamiento económico
Fernando Vázquez de Menchaca estudió la prescripción como forma jurídica que da origen a la propiedad, esto es, la norma legal de conceder la posesión de un bien a quien lleva tiempo disfrutándolo. Esta es la vieja idea escolástica de que en los primeros estadios de la humanidad, por derecho natural, todo es común, sin que existiera allí división alguna de propiedades. La división de propiedades se efectuó por derecho de gentes secundario, un derecho que para Vázquez de Menchaca tiene la consideración similar al derecho civil.
También se ha de resaltar su discusión sobre la imposibilidad de apropiación de los mares por cuanto fue fuente de inspiración para Grocio. A través de él, los planteamientos de Menchaca iban a esparcirse durante el siglo XVII a todo el continente en “la gran batalla libresca” en torno a la libertad de los mares.

## Legado
Tanto los rebeldes holandeses como Samuel Rutherford emplearon los argumentos republicanos de Vázquez para defender sus causas.
También fue referenciado habitualmente por pensadores europeos como Althusius o Grotius.
Existen debates aún por resolver sobre la trascendencia del pensamiento de Vázquez de Menchaca. Si su pensamiento era continuista con la escuela de Salamanca y el medievo, o por el contrario era precursor del pensamiento moderno. Para Carpintero Benítez: "Vázquez es el primer autor que conocemos en cuya doctrina sobre la comunidad política aparecen claramente contrapuestas la razón –creadora del poder político- y la naturaleza, según la cual no existe sociedad humana ni poder político; a este fin utilizó parte del bagaje intelectual medieval, ordenando y radicalizando su contenido, y lo transmitió a la Edad Moderna. Así pues, nuestro autor puede ser considerado como un precedente valioso de la tendencia iusnaturalista representada fundamentalmente por Hobbes, Locke y Rousseau".

## Obras
- Controversiarum illustrium aliarumque usu frequentium (en latín). Frankfurt am Main: Johann Theobald Schönwetter. 1599.
  - Controversiarum illustrium aliarumque usu frequentium (en latín). Frankfurt am Main: Johann Theobald Schönwetter. 1668.
- De successionum creatione, progressu et resolutione (Salamanca, 1559)
  - De successionum progressu (en latín) 2. Venezia: Girolamo Scoto. 1573.
  - De successionum resolutione (en latín) 3. Venezia: Girolamo Scoto. 1573.
- De Successionibus et ultimis voluntatibus, Libri IX, in tres tomos divisi (Colonia, 1612)